# Lagonegrese
Lagonegrese es una comarca histórica de la región de Basilicata, en la Italia meridional. Se extendería en la parte sudoeste de la región. Tiene alrededor de 39.000 habitantes y comprende los municipios de: Lauria, Lagonegro, Maratea, Latronico, Rivello, Trecchina, Castelsaraceno y Nemoli. La ciudad más poblada es Lauria, con 14.000 habitantes.

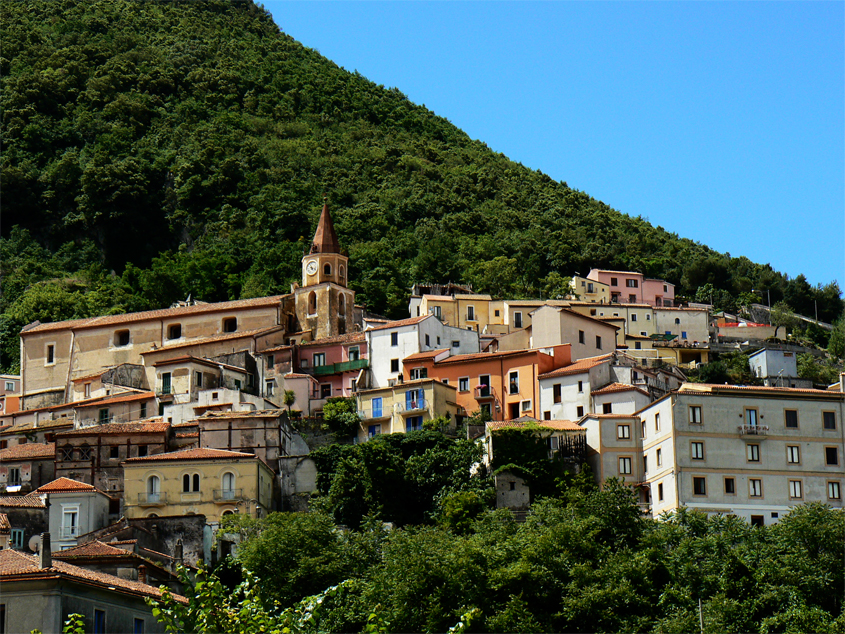
Vista de Maratea.

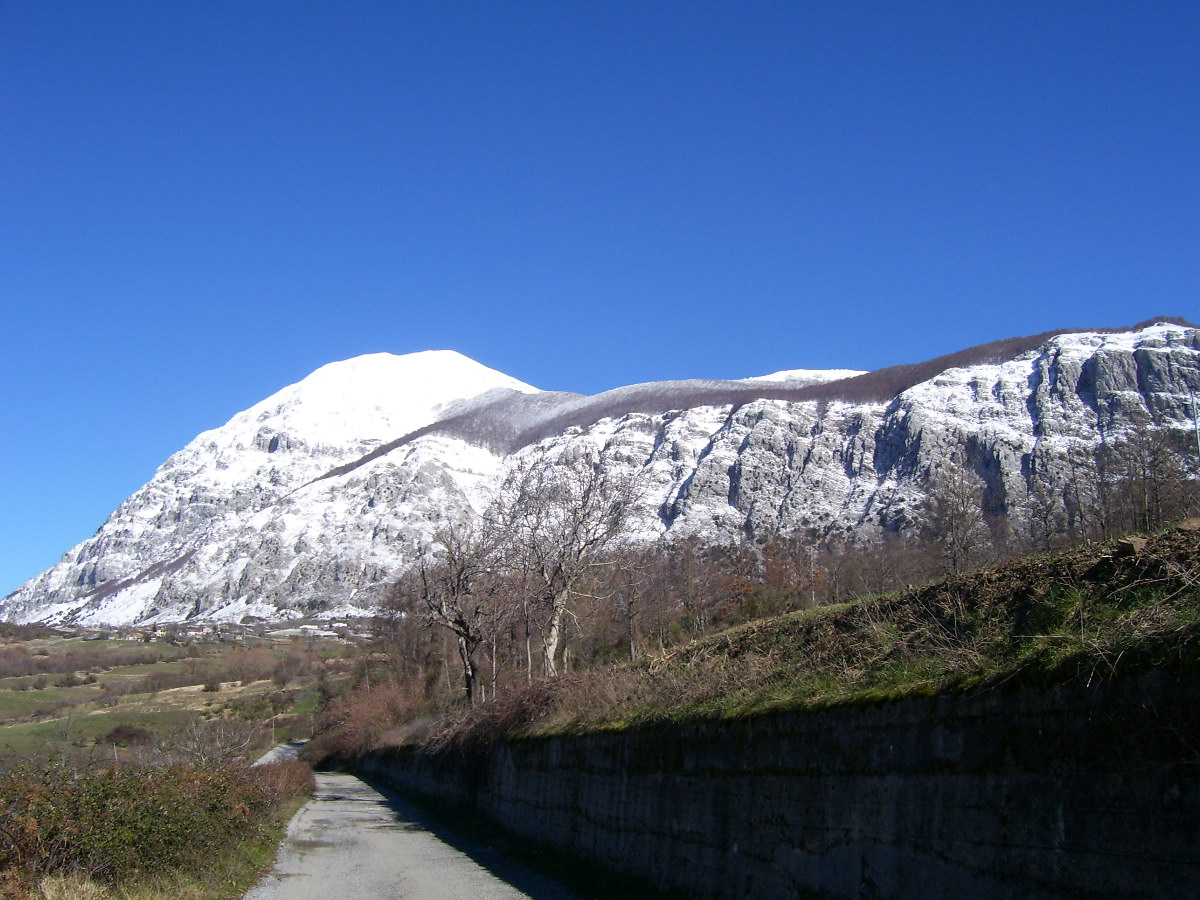
Contrafuerte oeste del Monte Alpi.

## Geografía
La zona limita al norte con el Cilento, al este con el Valle de Agri y al sur con el Pollino. Su territorio es predominantemente montañoso (cerca del 70%) y escasamente llano. Las montañas son imponentes y se encuentran aquí algunos de los picos más altos de los Apeninos meridionales, entre ellos el Sirino (2007 m.), el monte Papa (2.000 m.) o el monte Alpi (1.900). Los ríos que nacen en la zona son el Noce que desemboca en el Tirreno y el Sinni que desemboca en el mar Jónico en las cercanías de Policoro (MT).

### Flora y fauna
En esta zina hay una particular riqueza de bosques, por lo general de coníferas mientras la fauna es la típica de la alta montaña apenínica y a menudo se han visto lobos.

### Clima
El clima está muy influido por dos factores, la influencia del mar Tirreno y la altura de las montañas, de hecho hay gran abundancia de precipitaciones, con puntos que superan los 2.000 mm repartidos durante el año. El invierno es bastante severo y la nieve puede ser abundante, los veranos son frescos y ventilados mientras que la costa de Maratea es más cálida y húmeda.

## Economía
La economía es muy frágil y está unida sobre todo al turismo, tanto de montaña, como de playa. Además, actualmente hay una fuerte emigración hacia las zonas más desarrolladas de la península. Lagonegrese está atravesado por 70 km de la Autostrada A3, en los términos de Lagonegro, Nemoli y Lauria.